# Louis Georges Érasme de Contades
Louis Georges Érasme de Contades (Gizeux, ottobre 1704 – Livry, 19 gennaio 1795) è stato un generale francese, marchese di Contades, signore di Verne, Raguin, Montgeoffroy, la Roche-Thibaut e d’Anjou intrapresa la carriera militare partecipò alla guerra di successione polacca, e alla guerra di successione austriaca. Durante il corso della Guerra dei sette anni assunse il comando dell'Armée dall'Allemagne, distinguendosi durante le fasi iniziali dell'invasione dell'Hannover per cui fu promosso Maresciallo di Francia e decorato con la Croce di Cavaliere dell'Ordine dello Spirito Santo. Fu destituito dal comando dal generale Victor-François de Broglie dopo l'infausto esito della battaglia di Minden, divenendo governatore dell'Alsazia nel marzo del 1762, della Lorena nel 1788.

## Biografia
Nacque a Gizeux nell’ottobre 1704 figlio cadetto di Gaspard de Contades (1666-1735), e di Madeleine-Françoise Grespin de La Chabosselais. Arruolatosi nell’esercito reale, nell’ottobre 1724 sposò la signorina Marie-Françoise Nicole Magon de La Lande, che gli diede tre figli, Georges Gaspard François Auguste Jean-Baptiste (1726-1794), Adrien Maurice (nato il 28 dicembre 1736) e Françoise Gertrude
Divenuto alfiere del Reggimento delle guardie francesi nel 1720,  fu promosso in successione sottotenente, tenente, e poi capitano a partire dal 27 giugno 1729.

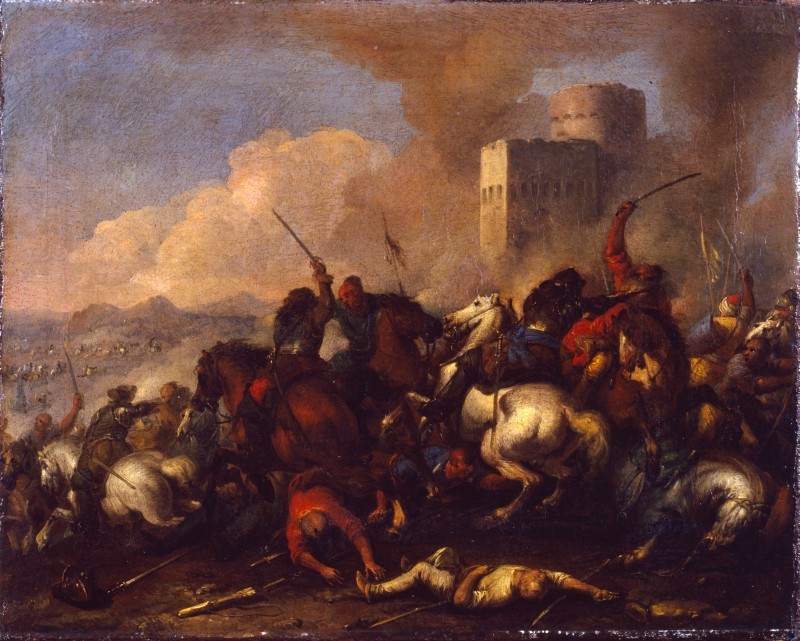
La Battaglia di Parma (1734) in un dipinto di Francesco Simonini.

Dopo lo scoppio della guerra di successione polacca fu promosso colonnello del Reggimento fanteria delle Fiandre assegnato all’Armée d’Italie il 10 marzo 1734, si distinse negli scontri contro le truppe Imperiali a Colorno (25 maggio-5 giugno), promosso colonnello del Reggimento d’Alvernia il 15 giugno successivo, rimase poi ferito nel corso della battaglia di San Pietro (29 agosto), partecipando successivamente a quella di Guastalla. Promosso brigadiere delle armate del re il 18 ottobre dello stesso anno, passò l’inverno a Lodi, divenendo l’anno successivo governatore di Beaufort e d’Anjou, in sostituzione del padre deceduto. Il 2 dicembre 1737 fu destinato a prestare servizio con il suo reggimento in Corsica, dove rimase fino alla fine del 1738, quando su ordine del re rientro nel continente al fine di conferire con Sua Maestà sui metodi per reprimere la ribellione presente sull'isola. Ritornato a Bastia nell’aprile 1739, in seguito ai successi riportati fu promosso maresciallo di campo il 1º gennaio 1740. Rientrato in Francia nel corso del 1741, fu subito assegnato all’Armée de Westfalia, allora al comando del Maresciallo de Maillebois. Nell’agosto del 1742, al comando della 4ª Divisione dell’armata, partì per Düsseldorf schierandosi poi sulla frontiera della Boemia e del Danubio.

Amoriale dello scudo del Marchese Louis Georges Érasme de Contades, Maresciallo di Francia e Cavaliere dell'Ordine dello Spirito Santo.

Ferito durante la battaglia di Dettingen, rientrò in Francia per passarvi la convalescenza. Nell’aprile 1744 fu trasferito all’Armata delle Fiandre, prestando servizio durante gli assedi di Menin, Ypres e Furnes, passando poi in forza all’Armata del Reno il 19 luglio dello stesso anno, prendendo parte alla cattura della città di Friburgo. Il 31 gennaio 1745 divenne Ispettore generale della fanteria e il 1 maggio dello stesso anno luogotenente generale delle armate del re. Partecipò a numerosi combattimenti ed assedi nelle Fiandre, combattuti nel corso del 1747, distinguendosi nell’assedio di Ostenda, in quello ai forti di Perle, di Lickfkenhoesk, di Zandberg, di Hulst, arresosi l’11 maggio, e di Axel, che si arrese il 16 maggio. si distinse successivamente nell’assedio di Bergen op Zoom, e nei primi giorni dell’aprile 1748 prese parte all’assedio di Maastricht prestando servizio fino alla firma della pace di Aix-la-Chapelle.
Dopo lo scoppio della guerra dei sette anni a partire dal 1º marzo 1757 fu assegnato ll’Armata ausiliaria di Germania, prendendo parte poi alla battaglia di Hastenbeck, e nel gennaio 1758 fu nominato governatore di Fort-Louis, in Alsazia, situato sul corso del fiume Reno, dopo il nefasto esito della battaglia di Krefeld (23 giugno 1758) fu nominato comandante dell’Armée dall’Allemagne in sostituzione del conte di Clermont. Il 24 agosto dello stesso anno fu elevato al rango di maresciallo di Francia, lasciando però l’incarico di Ispettore generale della fanteria, e divenendo Cavaliere dell'Ordine dello Spirito Santo il 2 febbraio 1759.
In quello stesso anno occupò il langraviato d'Assia-Kassel, Paderborn, Minden, Osnabrück, parte dell’Hannover e del Münster, ma il 18 agosto fu sconfitto a Minden dall’esercito hannoveriano al comando del principe Ferdinando di Brunswick-Wolfenbüttel. Per giustificare la sconfitta agli occhi del re, affermò che quest’ultima era dovuta alle cattive disposizioni emanate dal generale Victor-François de Broglie, da lui incaricato di prendere il nemico sul fianco, ma ciò non convinse Luigi XV che lo destituì rimpiazzandolo proprio con de Broglie. Richiamato in Francia, nel marzo 1762 fu nominato governatore dell’Alsazia, e nel 1788 di Lorena. Il 17 ottobre 1788, dopo la morte di Louis Antoine de Gontaut-Biron, divenne il decano dei Marescialli di Francia e come tale, dalla sua residenza in rue d’Anjou a Parigi, presiedette le ultime sedute del tribunale dei Connestabili di Francia fino alla sua soppressione, avvenuta nel corso della rivoluzione francese.
Si spense a Livry il 19 gennaio 1795.

### Annotazioni
1. ↑  Luogotenente generale delle armate del re, la cui famiglia era stata nobilitata nel 1619.
2. ↑  Figlia dell’armatore malouino François-Auguste Magon de La Lande.

### Fonti
1. 1 2 3 4 5 6 7 8 9 10 11 12 13 14 15  de la Chenaye Desbois 1772, p. 97.
2. 1 2 3 4 5  Saint-Allais 1814, p. 104.
3. ↑  Settimo marchese di Contades, brigadiere delle armate del re, che sposò Julie-Victoire Constantin de Marans.
4. ↑  Françoise Gertrude sposò il Conte di Plouër, maestro di campo dei dragoni, che fu la madrina di François-René de Chateaubriand.
5. 1 2 3 4 5  Saint-Allais 1814, p. 103.
6. ↑  de Courcelles 1824, p. 5.
7. 1 2 3 4 5 6 7 8 9  de Courcelles 1824, p. 6.
8. 1 2 3 4 5  de Courcelles 1824, p. 7.
9. 1 2 3 4 5  de Courcelles 1824, p. 8.
10. ↑  Page 2014, p. 59.
11. 1 2 3 4 5  de Courcelles 1824, p. 9.